# Tom Wise
Tom Wise, właśc. Thomas Wise (ur. 13 maja 1948 w Bournemouth) – brytyjski polityk i przedsiębiorca, deputowany do Parlamentu Europejskiego w latach 2004–2009.

## Życiorys
Z zawodu przedsiębiorca. W latach 80. był członkiem Partii Liberalnej. W 1997 wstąpił do Partii Niepodległości Zjednoczonego Królestwa (UKIP), kandydował z jej ramienia do Izby Gmin w 1997 i 2001, pełnił kierownicze funkcje w regionalnych strukturach tego ugrupowania.
W wyborach europejskich w 2004 z ramienia UKIP uzyskał mandat posła do Parlamentu Europejskiego VI kadencji. W PE był członkiem grupy Niepodległość i Demokracja, od maja 2008 do końca kadencji w lipcu 2009 pozostawał deputowanym niezrzeszonym. Zasiadał m.in. w Komisji Kultury i Edukacji.
W 2005 wszczęto postępowanie karne w sprawie defraudacji pieniędzy publicznych przez Toma Wise. W międzyczasie został wykluczony z partii. W 2008 został tymczasowo aresztowany na kilka miesięcy. W 2009, już po zakończeniu kadencji w PE, skazano go na karę 2 lat pozbawienia wolności za nadużycia finansowe na kwotę 39 tys. funtów szterlingów. Po przyznaniu się do winy kara ta została obniżona do roku.